# Pyrausta postalbalis
Pyrausta postalbalis là một loài bướm đêm trong họ Crambidae.